# Neil J. Smelser
Neil Joseph Smelser (* 22. Juli 1930 in Kahoka, Missouri; † 2. Oktober 2017 in Berkeley, Kalifornien) war ein US-amerikanischer Soziologe und der 88. Präsident der American Sociological Association.

## Werdegang
Smelser erlangte 1952 am Harvard College einen Bachelorgrad. Anschließend studierte er Philosophie, Politik und Wirtschaft an der Oxford University und schloss dieses Studium ebenfalls mit einem Bachelor ab. Von 1954 bis 1958 studierte er an der Harvard University und erwarb 1958 seinen Doktorgrad in Philosophie. Mit 24 Jahren bereits wurde er Koautor von Talcott Parsons bei dem Werk „Economy and Society“ (Wirtschaft und Gesellschaft).
Von 1962 bis 1994 war er Professor für Soziologie an der University of California, Berkeley. Im Laufe seines Lebens war er unter anderem Direktor des Center for Advanced Study in the Behavioral Sciences, Herausgeber der American Sociological Review, Mitglied der National Academy of Sciences (seit 1993), der American Philosophical Society (seit 1976) und der American Academy of Arts and Sciences (seit 1968). 2006 wurde er zum auswärtigen Mitglied der Russischen Akademie der Wissenschaften gewählt. Des Weiteren war er Träger verschiedener akademischer Auszeichnungen.

## Forschungsinteressen
Die Forschungsinteressen Smelsers lagen in den Bereichen sozialer Wandel, Psychoanalyse, Wirtschaftssoziologie, kollektives Verhalten und soziologische Theorien. In seinen Untersuchungen verband er Aspekte des Strukturfunktionalismus mit der besonderen Berücksichtigung wirtschaftlicher Faktoren und Handlungsbereiche. Grundlage für seine Forschung war der Ansatz von Parsons, den er aber erweiterte und ausbaute. 
In Social Change in the Industrial Revolution: An Application of Theory to the British Cotton Industry analysierte er ein Modell sozialen Wandels. Die empirische Grundlage war die Industrielle Revolution in England zwischen 1770 und 1840. Er analysierte die strukturellen Veränderungen von Betriebs- und Familienformen, die im Verlauf der Industrialisierung in England erfolgt sind, insbesondere das Wachstum der Baumwollindustrie und die damit einhergehende Veränderung der Familienstruktur in der Arbeiterklasse.

## Sozialer Wandel nach Smelser
Smelser entwickelte eine Art Zuwachs-Modell, das Wirkungen kumuliert und historische Ereignisse kausal miteinander verknüpft. In diesem Modell kann die nächste Stufe erst erreicht werden, wenn die vorhergehende durchlaufen wurde. Das bedeutet, dass der Durchlauf einer Stufe die jeweilige notwendige Bedingung für die nachfolgende Stufe ist. Deshalb sprach Smelser auch von einem „value added process“, der sieben Stufen umfasst. 
Als Generator für sozialen Wandel sah Smelser soziale Konflikte. Die erste Stufe beginnt, wenn Mitglieder des Systems mit Aspekten des Systems unzufrieden sind, z. B. mit der Rollenverteilung in der Familie und Gesellschaft oder der Verwendung von Ressourcen. Die direkte Reaktion auf diese Unzufriedenheit sind Ängste und Aggressionen. Die aufgestauten Spannungen entladen sich in Konflikten und Unruhen (zweite Stufe). In der dritten Stufe versucht man mittels Mechanismen sozialer Kontrolle die Unruhen und Störungen zu beseitigen bzw. zu lösen. Gelingt der Spannungsausgleich nicht, was in der modernen Industriegesellschaft meist der Fall ist, tritt die vierte Stufe in Kraft, wobei neue soziale Problemlösungen entwickelt und ausprobiert werden. Diese Lösungsansätze werden in der fünften Stufen spezifiziert, in der sechsten Phase erlangen sie Verbindlichkeit und in der siebten Stufe werden diese Lösungen als erfolgreich institutionalisiert und routinisiert anerkannt.
Es entstehen neue soziale Einheiten, wenn alle Stufen erfolgreich durchlaufen worden, die nach weiteren Prozessen im sozialen System gefestigt sind. Die neu entstandene Gesellschaft ist wesentlich differenzierter und die neuen Funktionen sind effektiver.

### Beispiel: vorindustrielle Familie
Als empirisches Beispiel für das Modell betrachtet Smelser die Differenzierung von Familienrollen in der englischen Industrialisierung. Er geht davon aus, dass die vorindustrielle Familie mehrere Funktionen ausübt. Sie ist Produktionsstätte und sichert dabei ihre Existenz in Heimarbeit. Die Arbeitsmotivation, die der Sicherung der Familie als ökonomische Einheit dient, wird in innerfamiliären Sozialisationsprozessen der Kinder gesichert. Diese Doppelfunktion spiegelt eine bestimmte Rollenverteilung in der Familie wider.
Die im Haus übliche Rollenverteilung gerät durch Änderung der externen Produktionsbedingungen unter Anpassungszwang. Die Einführung neuer Produktionstechniken im Bereich des Spinnens und Webens führt zur Verlagerung der Produktion in Fabriken. Die arbeitsnotwendigen Fertigkeiten werden durch die neue Technik reduziert. So werden auch Frauen und Kinder auf dem Arbeitsmarkt rekrutiert. Die langfristigen Erfahrungen des ehemaligen Hauptverdieners werden nutzlos. Damit löst sich das Fundament der Vaterrolle als Familienernährer auf. Weiterhin wird die Erziehungsrolle durch die Einführung von Schulerziehung aus dem Familienverband ausgelagert.
Spannungen und Konflikte ergeben sich zwischen der neuen Rollenverteilung und den traditionellen kulturellen Wertevorstellungen. Die Trennung von Familie und Arbeit und das Abgleiten vieler Familien in Armut steht im Widerspruch zu dem bis dahin geltenden kulturellen Wertesystem. Dieses Ungleichgewicht führt zu Streiks und Konflikten (1. und 2. Stufe). Polizeimaßnahmen und Versammlungsverbote als soziale Kontroll- und Eindämmungsmaßnahmen werden eingeleitet und repräsentieren die 3. Stufe. Auf der vierten bis siebten Stufe beginnt die Entwicklung, Ausarbeitung und institutionelle Routinisierung einer neuen ausgeglichenen Rollenverteilung, die die Spannungen entlädt.
Smelser interpretierte seine Beobachtungen als Prozess der strukturellen Differenzierung von Einheiten, durch den ein höherer gesellschaftlicher Komplexitätsgrad erreicht wird. Dabei verändert sich die Rollenstruktur, so dass die Funktionen der Einheiten wesentlichen effizienter im Hinblick auf die Aufgabenerfüllung sind.